# ユヴァ急行
ユヴァ急行（英語: Yuva Express）は、インドの急行列車の種別の1つ。若年層を対象とした、安価で利用可能な空調付き列車として運行している。

## 概要
18歳から45歳までの低所得層や失業者を対象に、2009年から営業運転を開始した長距離急行列車。他の空調付き列車と比較して運賃が安価に設定されている他、設定当初は列車内の座席のうち60 %がこれらの年齢層向けに確保されていたが、実際の利用率は15%未満と低迷したため、2011年以降は全体の20%へ削減されている。
2024年現在運行しているのは、ムンバイ（バンドラ地区）とデリーを結ぶバンドラ・ターミナス-ハズラト・ニザームッディーン・ユヴァ急行（Bandra Terminus–Hazrat Nizamuddin Yuva Express）である。それ以外にも2009年から2020年まではハウラーとデリーを結ぶハウラー-アナンド・ビハール・ユヴァ急行（Howrah–Anand Vihar Yuva Express）が存在したが、利用客の減少や新型コロナウイルス感染症の影響により2020年3月22日に運行を停止し、同年9月に廃止が宣告されている。この2列車以外にも運行範囲の拡大が検討されていたが、前述した利用率の低迷などの要因により実現していない。

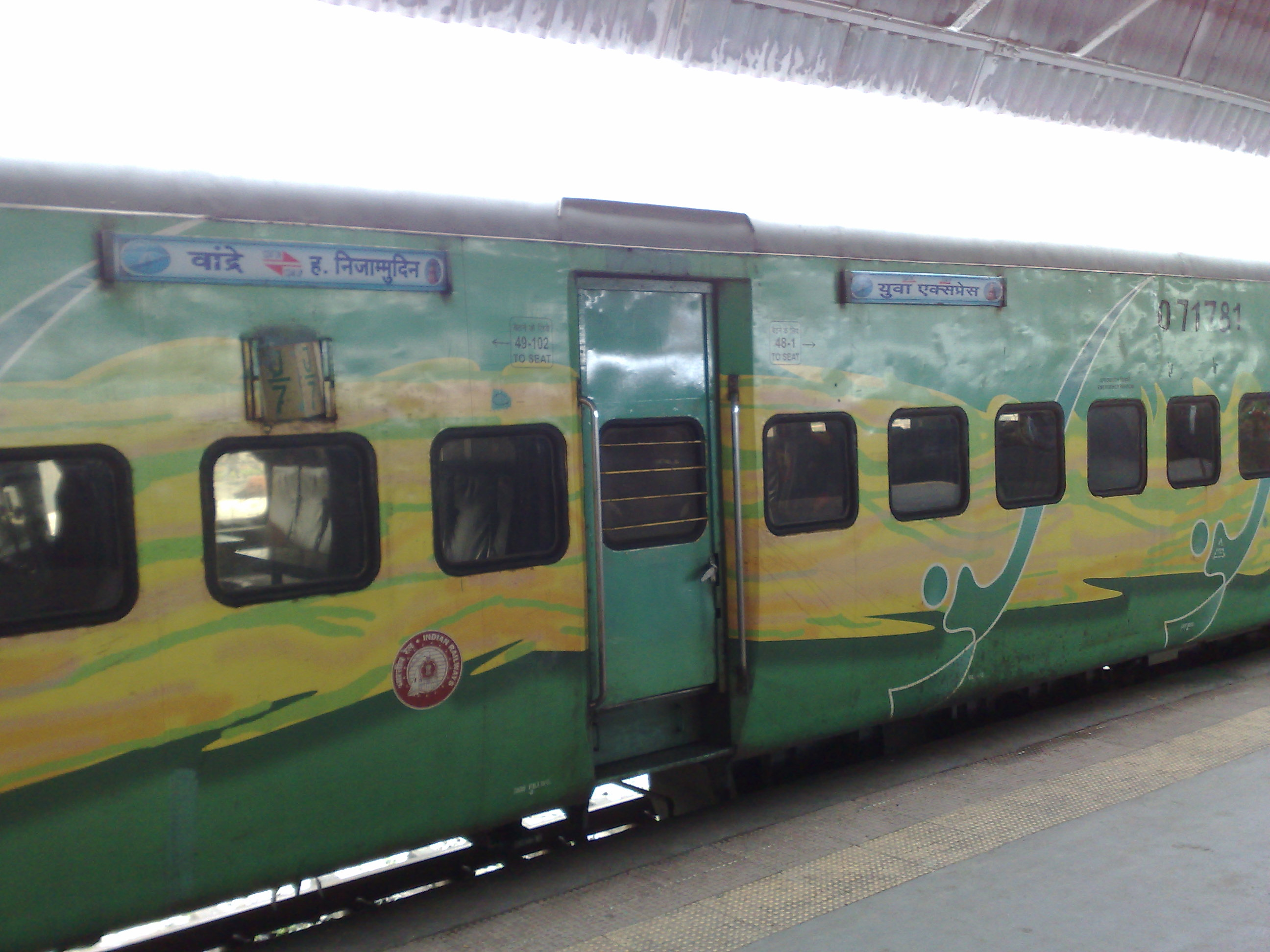
冷房座席車（2013年撮影）